# Andrea Lanzani

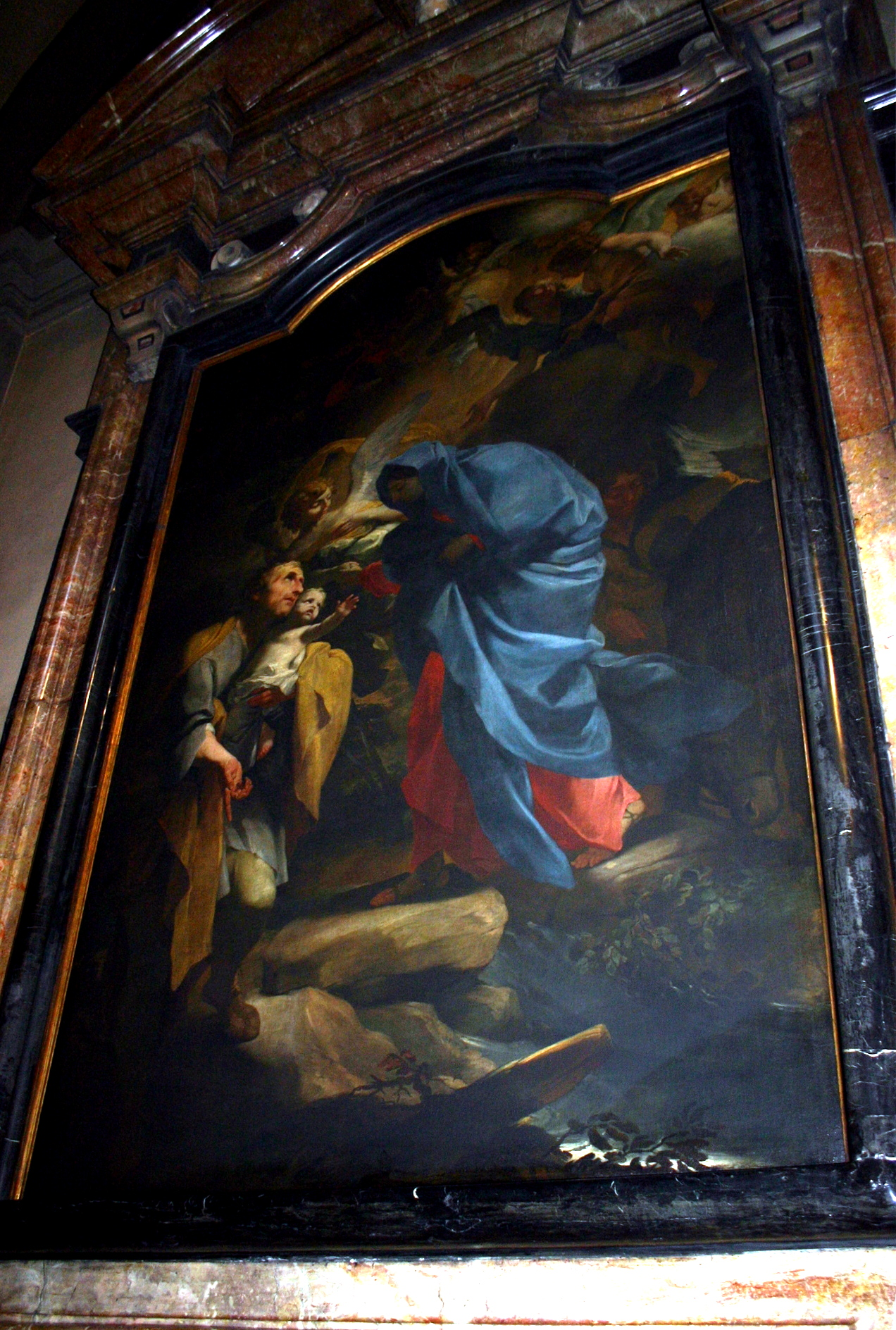
La Fuite en Égypte

Andrea Lanzani, né en 1641 à Milan où il est mort le 30 mai 1712, est un peintre italien baroque.

## Biographie
Élève de Luigi Pellegrini Scaramuccia à l’Académie Ambrosienne  de Milan en 1669, il est inspiré par Guido Reni, comme on peut le constater dans sa Translation du corps de Saint Calimero, exposée à la Bibliothèque Ambrosiana et datée d'environ 1670, ainsi que dans son Saint Pierre marchant sur l’eau, de l’église milanaise de Saint Pierre in Gessate.
Il va à Rome en 1675 et retourne en Lombardie en 1678, où il peint dans la Chartreuse de Pavie les Trois Marie au sépulcre et la Résurrection du Christ. L’église de Saint Jean-Baptiste à Morbegno accueille sa Mort de saint Joseph, peinte en 1679, et celle de San Rocco à Miasino reçoit San Rocco visite les prisonniers en 1683. En 1684-1685, Andrea Lanzani complète les fresques du sanctuaire Saint-Charles et de la Villa Banfi, tous les deux situés à Rho.
Après un autre séjour à Rome de 1686 à 1687, durant lequel il fait partie de l'entourage de Carlo Maratta, il retourne une nouvelle fois en Lombardie en 1688 afin de peindre les fresques de la voûte de l'église comasque Sainte-Cécile et en 1694 du chœur de l'église milanaise Saint-Alexandre. Deux ans plus tard, il peint dans la basilique Saint-Ambroise La Dernière communion de saint Ambroise et, dans la cathédrale, le Saint Charles en gloire.
En 1697, Lanzani fait un bref voyage à Vienne pour les décorations du palais du prince Eugène de Savoie et revient en 1700 où, outre sa production de divers retables, il décore en 1703 le palais Liechtenstein et le château d'Austerlitz, aujourd'hui Slavkov u Brna.
En 1710, il peint dans l'église Saint-François de Saronno une série destinée à en orner le chœur et le presbytère. Après son retour à Milan, La Fuite en Égypte peinte en 1712 dans l'église milanaise de Saint Joseph est une de ses dernières œuvres.
On peut noter Ottavio Parodi parmi ses meilleurs élèves

## Œuvres
- Gloutonnerie, huile sur toile de  174,94 cm × 148,27 cm, Maryland Historical Society[3]
- Jeune Garçon endormi, dessin à la sanguine, 12,2 cm × 15 cm[4]
- Actions de la vie du cardinal Federico[2]

## Sources
- (it) Cet article est partiellement ou en totalité issu de l’article de Wikipédia en italien intitulé « Andrea Lanzani » (voir la liste des auteurs).